# Hité
Pour les articles homonymes, voir Hite.
Hité est une localité située dans le département de Bondokuy de la province du Mouhoun dans la région de la Boucle du Mouhoun au Burkina Faso.

## Géographie
Le village est administrativement rattaché à celui de Koumana.

## Santé et éducation
Le centre de soins le plus proche d'Hité est le centre de santé et de promotion sociale (CSPS) de Koumana.
Le village ne possède pas d'école primaire, les élèves devant se rendre à Koumana.